# Karl Joseph Eberth
Karl Joseph Eberth (ur. 21 września 1835 w Würzburgu, zm. 2 grudnia 1926 w Berlinie) – niemiecki lekarz patolog i anatom. Uczeń Rudolfa Virchowa. Od 1865 profesor anatomii w Zurychu, w latach 1881–1911 w Halle. 
W 1880 roku odkrył, niezależnie od Tadeusza Browicza, pałeczkę duru brzusznego. Znane są też jego prace dotyczące infekcyjnego zapalenia wsierdzia, gorączki połogowej i zapalenia płuc.